# 中國制度史年表
中國制度史年表是一個記錄中國歷代各項制度演變歷程的年表。內容涵蓋中央及地方政制、田制、兵制及人才選拔制度。
由於三代以前史料不足，且中原尚處原始社會，實行部落制度，可記載之制度內容幾近於無，故未有納入本年表。
不同社會形態和制度發生變革時有一定的過渡時間，表中年份僅為粗略劃分。

## 中央及地方政治制度
| 社會形態 | 朝代 | 朝代                                  | 中央政治制度                              | 地方政治制度                              | 詳細事件 |
| -------- | ---- | ------------------------------------- | ----------------------------------------- | ----------------------------------------- | --- |
| 奴隸社會 | 夏朝 | 帝禹至帝啟（約前2070年-約前1989年）   | 禪讓制                                    | 禪讓制                                    | - 約前2070年：禹受舜禪讓，建立夏朝，即中國歷史上第一個王朝。 - 約前1989年：後來子啟嗣位，打破堯、舜、禹以來的禪讓制，史稱「世襲制」，並開創「家天下」之傳統。 |
| 奴隸社會 | 夏朝 | 帝啟嗣位後（約前1989年-約前1600年）   | 世襲制                                    | 家天下                                    | - 約前2070年：禹受舜禪讓，建立夏朝，即中國歷史上第一個王朝。 - 約前1989年：後來子啟嗣位，打破堯、舜、禹以來的禪讓制，史稱「世襲制」，並開創「家天下」之傳統。 |
| 奴隸社會 | 商朝 | 約前1600年-約前1046年                 | 世襲制                                    | 世襲制                                    | - 約前1600年：商湯在鳴條之戰打敗夏桀，建立商朝，是中國歷史上第一個有當時文獻記載的朝代。 |
| 封建社會 | 周朝 | 周召共和前（約前1046年-前841年）      | - 世襲制 - 封建制度 - 宗法制度            | - 世襲制 - 封建制度 - 宗法制度            | - 約前1046年： - 牧野之戰，周武王滅商，建立周朝，是中國歷史上國祚最長的朝代，也是最後一個完全實行封建制度的世襲王朝。 - 周武王推行第一次封建，分封土地予宗室和功臣，設置三監管理殷商遺民。 - 約前1039年：周公旦推行第二次分封，營建東都洛邑。                                                 |
| 封建社會 | 周朝 | 周召共和至平王東遷（前841年-前770年） | - 世襲制 - 封建制度 - 宗法制度 - 共和行政 | - 世襲制 - 封建制度 - 宗法制度 - 共和行政 | - 前841年：周召共和，史稱共和元年，即中國歷史上第一個確實紀年。 - 前770年：犬戎生變，平王東遷洛邑，周代封建制度以及其輔行制度開始崩潰。 |
| 封建社會 | 周朝 | 東周（前770年-前221年）               | 世襲制                                    | 諸侯霸政                                  | - 前685年：齊桓公稱霸，為諸侯稱霸之始。 - 前536年：鄭子產鑄刑鼎，頒佈成文法，標誌著中國最早依法治國的傳統。 - 前453年：三家分晉，進入戰國時代。 - 前356年：商鞅第一次變法。改革戶籍制度，設立什伍連坐法；又廢除世卿世祿制，建立二十等軍功爵制，以軍功大小授予爵位。 - 前256年：周朝正式滅亡。 |
| 封建社會 | 秦朝 | 前221年-前206年                       | 三公九卿制                                | 郡縣制度                                  | - 前221年： - 秦王政稱帝，自稱「始皇帝」，建立秦朝，成爲中國歷史上第一個皇帝，建立了中國歷史上第一個中央集權制政體。 - 中央方面，建立三公九卿制，處理全國政務，中央官員必須由皇帝任免，不得世襲。 - 地方方面廢除封建制度，實行郡縣制度，郡、縣下設鄉、亭、里。                                |

## 田制
| 土地所有制                | 朝代       | 朝代                        | 土地政策                            | 詳細事件 |
| ------------------------- | ---------- | --------------------------- | ----------------------------------- | --- |
| 公有                      | 夏朝       | 夏朝                        | 勞役地租                            | - 夏氏以後：實行「五十而貢」的土地均分共耕制度，即每人獲分50畝田地，以農民服力役作爲地租。 |
| 公有                      | 商朝       | 商朝                        | 勞役地租                            | - 商代：實行「七十而助」的土地均分共耕制度，「助」即「藉」，即藉助民力以耕作公田。 |
| 公有                      | 西周       | 約前1046年-約前828年        | 井田制度                            | - 約前1046年：實行井田制，八家為井，面積九百畝，中間為公田，四周為四田，以「公私兼顧」「先公後私」為原則。井田制度下，土地全屬周天子所有，是典型的土地公有制。 |
| 公有（沒落） 私有（興起） | 西周       | 約前828年-約前770年         | 不藉千畝                            | - 前828年：周宣王「不藉千畝」，不再劃分公田和私田，統一耕種，並徵收十分之一的稅。 - 前770年：平王東遷，周室衰微，井田制度加速沒落。 |
| 公有（沒落） 私有（興起） | 東周       | 東周                        | - 作爰田 - 初稅畝 - 作丘賦 - 名田制 | - 前645年：晉國「作爰田」，改小畝為大畝。 - 前594年：魯國「初稅畝」，不分公田、私田，一律按畝徵收田稅。 - 前538年：鄭國子產「作丘賦」，以田畝作爲徵收軍費的依據。 - 前422年：魏國李悝變法，實施「盡地力」、「平糴法」的重農政策。 - 前408年：秦簡公實行「初稅禾」，相當於魯國的「初稅畝」。 - 前375年：秦獻公實行「戶籍相伍」制度，即5家為一最小單位，以作軍事化管理。 - 前347年：秦國商鞅第二次變法，「廢井田，開阡陌」，允許人們開荒和買賣土地，標誌著土地私有制開始形成。商鞅變法也首次提出「名田」，即以名佔田，成爲後來秦漢時期的名田制。 |
| 私有                      | 秦朝       | 秦朝                        | 使黔首自實田                        | - 前216年：秦朝政府頒發「使黔首自實田」的法令，是中國歷史上第一次進行全國性的土地登記，意味著土地私有制在全國範圍內正式確認。 |
| 私有                      | 漢朝       | 西漢（前202年-8年）         | - 算緡令 - 告緡令 - 限民名田        | - 前178年：漢文帝就著以農爲本、重本抑末的原則，下令田租減半，更於前167年下令免徵田稅。 - 前174年：漢文帝「弛山澤之禁」，向人民開放土地和山林的資源，任由農民用地開墾，使富商大賈成爲既得利益者。 - 前168年：漢文帝下令設置三老、孝悌、力田等官員，以此督促和鼓勵農業的生產。 - 前119年：漢武帝下令「初算緡錢」，即針對豪強富商徵收財產稅，以遏制井田制變革以來的土地兼併現象。 - 前118年：董仲舒提出「限民名田」的政策，即限制個人佔田數量，抑制豪強兼併土地，亦保障缺少田地的人也可擁有田產。但此政策未被漢武帝所採用。 - 前117年：漢武帝頒佈「告緡」的抑商政策，鼓勵百姓告發偷稅者，獎勵額達到偷保稅額的一半，打擊了大量兼併土地的富商大賈，國庫獲得田地、奴婢等財富以億計。 |
| 公有                      | 漢朝       | 新朝（9年-23年）            | 王田制                              | - 9年：王莽頒佈「王田令」，把全國土地收爲國有，改稱爲「王田」，私人不得買賣。 |
| 私有                      | 漢朝       | 東漢（25年-220年）          | 度田                                | - 39年：光武帝下詔「度田」，命令郡守核實戶口和田地，旨在打擊土地兼併，惟未能貫徹實行。 |
| 私有                      | 魏晉南北朝 | 三國（220年-280年）         | 屯田制                              | |
| 私有                      | 魏晉南北朝 | 西晉（280年-316年）         | 占田制                              | |
| 公私並存                  | 魏晉南北朝 | 東晉及南北朝（317-年589年） | - 計口授田 - 均田制                 | |
| 公私並存                  | 隋朝       | 隋朝                        | 均田制                              | |
| 公私並存                  | 唐朝       |                             | 均田制                              | |
| 私有                      | 宋朝       | 宋朝                        |                                     | |
| 私有                      | 元朝       |                             |                                     | |
| 私有                      | 明朝       |                             |                                     | |
| 私有                      | 清朝       |                             |                                     | |

### 引用古籍
1. ↑  司馬遷《史記·夏本紀第二》：帝舜薦禹於天，爲嗣。十七年而帝舜崩。三年喪畢，禹辭辟舜之子商均於陽城。天下諸侯皆去商均而朝禹。禹於是遂即天子位，南面朝天下，國號曰夏后，姓姒氏。
2. ↑  司馬遷《史記·夏本紀第二》：故諸侯皆去益而朝啓，曰「吾君帝禹之子也」。於是啓遂即天子之位，是爲夏后帝啓。
3. ↑  司馬遷《史記·殷本紀第三》：桀敗於有娀之虛，桀奔於鳴條，夏師敗績。湯遂伐三嵕，俘厥寶玉，義伯、仲伯作典寶。湯既勝夏，欲遷其社，不可，作夏社。伊尹報。於是諸侯畢服，湯乃踐天子位，平定海內。
4. ↑  司馬遷《史記·周本紀第四》：於是武王再拜稽首，曰：「膺更大命，革殷，受天明命。」
5. ↑  司馬遷《史記·周本紀第四》：封商紂子祿父殷之餘民...於是封功臣謀士，而師尚父為首封。封尚父於營丘，曰齊。封弟周公旦於曲阜，曰魯。封召公奭於燕。封弟叔鮮于管，弟叔度於蔡。餘各以次受封。
6. ↑  司馬遷《史記·周本紀第四》：成王在豐，使召公復營洛邑，如武王之意。
7. ↑  司馬遷《史記·周本紀第四》：召公、周公二相行政，號曰「共和」。
8. ↑  司馬遷《史記·周本紀第四》：申侯怒，與繒、西夷犬戎攻幽王......平王立，東遷于雒邑，辟戎寇。
9. ↑  司馬遷《史記·周本紀第四》：釐王三年，齊桓公始霸。
10. ↑  左丘明《左傳·昭公六年》：三月，鄭人鑄刑書。叔向使詒子產書，曰：「始吾有虞於子，今則已矣。昔先王議事以制，不為刑辟，懼民之有爭心也。猶不可禁御，是故閒之以義，糾之以政，行之以禮，守之以信，奉之以仁，制為祿位以勸其従，嚴斷刑罰以威其淫。懼其未也，故誨之以忠，聳之以行，教之以務，使之以和，臨之以敬，蒞之以強，斷之以剛。猶求聖哲之上，明察之官，忠信之長，慈惠之師，民於是乎可任使也，而不生禍亂。民知有辟，則不忌於上，並有爭心，以征於書，而徼幸以成之，弗可為矣。夏有亂政而作《禹刑》，商有亂政而作《湯刑》，周有亂政而作《九刑》，三辟之興，皆叔世也。今吾子相鄭國，作封洫，立謗政，制參辟，鑄刑書，將以靖民，不亦難乎？《詩》曰：『儀式刑文王之德，日靖四方。』又曰：『儀刑文王，萬邦作孚。』如是，何辟之有？民知爭端矣，將棄禮而征於書。錐刀之末，將盡爭之。亂獄滋豐，賄賂並行，終子之世，鄭其敗乎！肸聞之，國將亡，必多制，其此之謂乎！」
11. ↑  司馬遷《史記·周本紀第四》：定王十六年，三晉滅智伯，分有其地。
12. ↑  司馬遷《史記·商君列傳第八》：令民為什伍，而相牧司連坐。不告姦者腰斬，告姦者與斬敵首同賞，匿姦者與降敵同罰。
13. ↑  班固《漢書·百官公卿表第七上》：一級曰公士，二上造，三簪裊，四不更，五大夫，六官大夫，七公大夫，八公乘，九五大夫，十左庶長，十一右庶長，十二左更，十三中更，十四右更，十五少上造，十六大上造，十七駟車庶長，十八大庶長，十九關內侯，二十徹侯。皆秦制，以賞功勞。
14. ↑  司馬遷《史記·周本紀第四》：五十九年，秦取韓陽城負黍，西周恐，倍秦，與諸侯約從，將天下銳師出伊闕攻秦，令秦無得通陽城。秦昭王怒，使將軍摎攻西周。西周君犇秦，頓首受罪，盡獻其邑三十六，口三萬。秦受其獻，歸其君於周。
15. ↑  司馬遷《史記·秦始皇本紀》：朕為始皇帝。後世以計數，二世三世至于萬世，傳之無窮。
16. ↑  司馬遷《史記·秦始皇本紀》：丞相綰、御史大夫劫、廷尉斯等皆曰...
17. ↑  司馬遷《史記·秦始皇本紀》：今陛下興義兵，誅殘賊，平定天下，海內為郡縣，法令由一統，自上古以來未嘗有，五帝所不及。
18. 1 2 3  孟子及其弟子公孙丑、万章等人《孟子·滕文公上》：夏后氏五十而貢，殷人七十而助，周人百畝而徹。
19. ↑  孟子及其弟子公孙丑、万章等人《孟子·滕文公上》：鄉田同井，出入相友，守望相助，疾病相扶持，則百姓親睦。方里而井；井九百畝，其中為公田。八家皆私百畝，同養公田。公事畢，然後敢治私事。
20. ↑  《詩經·北山》：溥天之下，莫非王土。
21. ↑  司馬遷《史記·周本紀第四》：宣王不修籍於千畝，虢文公諫曰不可，王弗聽。三十九年，戰于千畝，王師敗績于姜氏之戎。
22. ↑  司馬遷《史記·周本紀第四》：平王立，東遷于雒邑，辟戎寇。平王之時，周室衰微，諸侯彊并弱，齊、楚、秦、晉始大，政由方伯。
23. ↑  左丘明《左傳·僖公十五年》：晉於是乎作爰田。
24. ↑  左丘明《左傳·宣公十五年》：初稅畝。
25. ↑  左丘明《左傳·昭公四年》：鄭子產作丘賦。
26. 1 2  班固《漢書·食貨志第四》：是時，李悝為魏文侯作盡地力之教，以為地方百里，提封九萬頃，除山澤邑居參分去一，為田六百萬畝，治田勤謹則畝益三升，不勤則損亦如之……是故善平糴者，必謹觀歲有上中下孰。
27. ↑  司馬遷《史記·秦始皇本紀第六》：獻公立七年，初行為市。十年，為戶籍相伍。
28. ↑  《史記·商君列傳》：為田開阡陌封疆，而賦稅平。
29. ↑  《戰國策·卷五》：決裂阡陌，教民耕戰。
30. ↑  《戰國策·卷五》：田里不粥。
31. ↑  《史記·商君列傳》：明尊卑爵秩等級，各以差次名田宅，臣妾衣服以家次。有功者顯榮，無功者雖富無所芬華。
32. ↑  裴駰《史記集解·秦始皇本紀第六》：三十一年〈【集解】徐廣曰：「使黔首自實田也。」〉十二月，更名臘曰「嘉平」。
33. ↑  班固《漢書·文帝紀第四》：詔曰：「農，天下之大本也，民所恃以生也，而民或不務本而事末，故生不遂。朕憂其然，故今茲親率群臣農以勸之。其賜天下民今年田租之半。」
34. ↑  司馬遷《史記·孝文本纪第十》：上曰：「農，天下之本，務莫大焉。今勤身從事而有租稅之賦，是為本末者毋以異，其於勸農之道未備。其除田之租稅。」
35. ↑  司馬遷《史記·貨殖列傳第六十九》：漢興，海內為一，開關梁，弛山澤之禁，是以富商大賈周流天下，交易之物莫不通，得其所欲，而徙豪傑諸侯彊族於京師。
36. ↑  班固《漢書·文帝紀第四》：又曰：「孝悌，天下之大順也。力田，為生之本也。三老，眾民之師也。廉吏，民之表也。朕甚嘉此二三大夫之行。今萬家之縣，云無應令，豈實人情？是吏舉賢之道未備也。其遣謁者勞賜三老、孝者帛人五匹，悌者、力田二匹，廉吏二百石以上率百石者三匹。及問民所不便安，而以戶口率置三老孝悌力田常員，令各率其意以道民焉。」
37. ↑  班固《漢書·武帝紀第六》：﹝漢武帝元狩四年﹞冬，……初算緡錢。
38. ↑  范曄《後漢書·王充王符仲長統列傳第三十九》：井田之變，豪人貨殖，館舍佈於州郡，田畝連於方國。
39. ↑  班固《漢書·食貨志第四》：董仲舒說上曰：「……古井田法雖難卒行，宜少近古，限民名田，以澹不足，塞并兼之路。……」仲舒死後，功費愈甚，天下虛耗，人復相食。
40. ↑  司馬遷《史記·平準書第八》：天子既下緡錢令而尊卜式，百姓終莫分財佐縣官，於是（楊可）告緡錢縱矣。
41. ↑  司馬遷《史記·平準書第八》：﹝漢武帝元鼎三年﹞十一月，令民告緡者以其半與之。
42. ↑  司馬遷《史記·平準書第八》：……得民財物以億計，奴婢以千萬數，田大縣數百頃，小縣百餘頃，宅亦如之。於是商賈中家以上大率破，民偷甘食好衣，不事畜藏之產業，而縣官有鹽鐵緡錢之故，用益饒矣。
43. ↑  班固《漢書·張湯傳第二十九》：……籠天下鹽鐵，排富商大賈，出告緡令，鋤豪強並兼之家……

### 引用今籍
1. ↑  錢穆《中國經濟史》：井田制度，即「私田」由封建主借給佃農，但佃農得替封建主種「公田」，平心而論，這種制度，比羅馬的奴隸制度平等得多了……初期的農民性情淳樸，勤勞地未地主耕作「公田」，對自己的「私田」反而看爲次要。但這些井田之所有權全屬於貴族封君。
2. ↑  錢穆《中國經濟史》：當初推行井田制度時，情況理想……漸漸地，大家不再勤力耕「公田」了，因此把「公田」廢去，一律變爲「私田」，不再有「公」、「私」之分，均改爲徵收十分之一的稅。